# Бизен (Француска)
Бизен (фр. Buzeins) насеље је и општина у јужној Француској у региону Миди Пирене, у департману Аверон која припада префектури Мијо.
По подацима из 2011. године у општини је живело 187 становника, а густина насељености је износила 8,66 становника/km². Општина се простире на површини од 21,59 km². Налази се на средњој надморској висини од 750 метара (максималној 895 m, а минималној 612 m).

## Демографија
| 1962. | 1968. | 1975. | 1982. | 1990. | 1999. | 2011. |
| ----- | ----- | ----- | ----- | ----- | ----- | ----- |
| 176   | 219   | 208   | 205   | 164   | 200   | 187   |

График промене броја становника у току последњих година